# Хитчон, Софи
Софи Хитчон (англ. Sophie Hitchon, род. 11 июля 1991 года в Бернли, Ланкашир, Англия) — английская метательница молота, бронзовый призёр летних Олимпийских игр 2016 в Рио-де-Жанейро, обладательница национального рекорда.

## Биография
Софи родилась 11 июля 1991 года в Бернли, графство Ланкашир, Англия. Окончила начальную школу Уэллфилд Чёрч, а затем колледж бизнеса Айви Бэнк.
Софи дебютировала на международной арене в 2007 году. В 2010 году выиграла чемпионат мира среди юниоров. В 2013 году победила на чемпионате Европы среди молодёжи.
На Олимпиаде 2016 года в Рио-де-Жанейро Софи в шестой попытке установила новый национальный рекорд — 74 метра 54 сантиметра, что принесло её бронзовую медаль.

## Основные результаты
| Год  | Соревнования                    | Место проведения         | Место  | Результат  |
| ---- | ------------------------------- | ------------------------ | ------ | ---------- |
| 2007 | Чемпионат мира среди юношей     | Острава, Чехия           | 9 (q)  | 50,28 м    |
| 2008 | Чемпионат мира среди юниоров    | Быдгощ, Польша           | 7      | 58,45 м    |
| 2008 | Молодёжные Игры Содружества     | Пуна, Индия              | 1      | 58,43 м    |
| 2009 | Чемпионат Европы среди юниоров  | Нови-Сад, Сербия         | 3      | 63,18 м    |
| 2010 | Чемпионат мира среди юниоров    | Монктон, Канада          | 1      | 66,01 м    |
| 2011 | Чемпионат Европы среди молодёжи | Острава, Чехия           | 3      | 69,59 м    |
| 2011 | Чемпионат мира                  | Тэгу, Южная Корея        | 13 (q) | 64,93 м    |
| 2012 | Летние Олимпийские игры         | Лондон, Великобритания   | 12     | 69,33 м    |
| 2013 | Командный чемпионат Европы      | Гейтсхед, Великобритания | 3      | 72,97 м NR |
| 2013 | Чемпионат Европы среди молодёжи | Тампере, Финляндия       | 1      | 70,72 м    |
| 2014 | Игры Содружества                | Глазго, Шотландия        | 3      | 68,72 м    |
| 2015 | Чемпионат мира                  | Пекин, Китай             | 4      | 73,86 м NR |
| 2016 | Чемпионат Европы                | Амстердам, Нидерланды    | 4      | 71,74 м    |
| 2016 | Летние Олимпийские игры         | Рио-де-Жанейро, Бразилия | 3      | 74,54 м NR |
| 2017 | Чемпионат мира                  | Лондон, Великобритания   | 7      | 72,32 м    |
| 2018 | Игры Содружества                | Голд-Кост, Австралия     | —      | NM         |